# دختر (آلبوم فارل ویلیامز)
«دختر» (به انگلیسی: Girl) آلبومی از هنرمند اهل ایالات متحده آمریکا فارل ویلیامز است که در ۳ مارس ۲۰۱۴ منتشر شد.
این آلبوم در چارت‌های ایتالیا، اسکاتلند، فرانسه، نروژ، استرالیا، دانمارک، فلاندرز، سوئیس، در رتبه اول و در چارت‌های والونیا، ایرلند، اسپانیا، هلند، آمریکا، لهستان، فنلاند، سوئد، نیوزلند، ، اتریش، کانادا جزو ده آلبوم اول قرار گرفت.